# Нектар (растителен сок)
Вижте пояснителната страница за други значения на Нектар.
Некта̀р (от гръцки: νέκταρ – т.нар. „напитка на боговете“, което в митологията се отнася до особена напитка, за която се твърди, че е консумирана от божествата на Олимп, редом с амброзията) е сладък сок, отделян от органи на растенията, наречени нектарници. Те най-често са разположени в цветовете на растенията и по този начин привличат потенциални опрашители. Съществуват и извънцветни нектарници, които привличат и други симбионти по отношение на растението – най-често предоставящи му някакъв вид защита. Нектарът е основна храна за пчелите, които го преработват за съхранение като мед.

## Състав
Съставът на нектара варира в зависимост от вида растение, неговата възраст и климатичните, почвените и други условия. Съдържа основно вода и захари (захароза, фруктоза и глюкоза) и в - минимални количества - азотни съединения, органични киселини, витамини, пигменти и аминокиселини.

## Други
На нектара е наречена улица в квартал „Христо Смирненски“ в София (Карта).

## Виж също
- Нектарникови
- Пчеларство
- Мъзга